# Tuff Gong
Tuff Gong és una discogràfica formada pel grup de reggae The Wailers l'any 1970, el nom de la qual és el malnom d'en Bob Marley. El primer single de la discogràfica va ser Run For Cover, de The Wailers. La central de Tuff Gong era situada al 56 de Maple Road, a Kingston (Jamaica), la casa d'en Bob. Aquesta adreça correspon actualment al Museu d'en Bob Marley.
Tuff Gong és també el nom d'una línia de roba i complements, desenvolupada i dirigida per en Rohan Marley, fill d'en Bob.
En el videojoc Grand Theft Auto IV, Tuff Gong apareix com una de les nombroses estacions de ràdio, dedicada a cançons associades a en Bob Marley, incloent-hi temes dels seus fills Stephen i Damian.